# Molly Germaine Prempeh
Pour les articles homonymes, voir Prempeh.
Molly Germaine Prempeh, née en 1947, est une princesse ghanéenne née aux Seychelles. Elle est la fille de la princesse Hugette et l'arrière-petite-fille de Prempeh Ier, banni avec sa famille en 1900 par les Britanniques. En 2015, elle s'était rendue aux Seychelles pour renouer avec les membres de sa famille, après avoir été absente pendant environ 60 ans de son pays de naissance,,,.

## Visite aux Seychelles
Germaine Prempeh nait aux Seychelles mais vit à Kumasi, au Ghana, pendant près de 68 ans. En février 2015, elle se rend aux Seychelles pour la première fois après une très longue absence pour renouer avec sa famille,. A son arrivée à l'aéroport de Praslin, elle a été accueillie par sa cousine, Marie-Rose Mahoune, la fille de sa défunte tante Sylvia Prempeh. Lorsqu'elle rencontre le reste des membres de sa famille, ils sont surpris qu'elle puisse parler créole. Lors de son séjour aux Seychelles, elle visite le cimetière de ses ancêtres aux Seychelles et la villa à deux étages du Rocher, anciennement appelée camp Ashanti,,.

## Vie privée
Elle est mère de six enfants et grand-mère de quatorze petits-enfants,,.